# Juan Carlos Burbano
Juan Carlos Burbano de Lara Torres (Quito, 1969. február 15. – ) ecuadori válogatott labdarúgó.

## Pályafutása

### Klubcsapatban
Pályafutása nagy részében az El Nacional csapatában játszott, melynek színeiben több mint 300 alkalommal lépett pályára.

### A válogatottban
1996 és 2002 között 18 alkalommal szerepelt az ecuadori válogatottban. Részt vett az 1997-es és a 2001-es Copa Américán, illetve a 2002-es világbajnokságon.

## Sikerei, díjai
El Nacional
- Ecuadori bajnok (1): 1996